# Ian Anüll
Ian Anüll (* 7. Juni 1948 in Sempach) ist ein Schweizer Künstler.
Anüll befasst sich mit Malerei, Installation, Aquarell, Collage, Schrift und Fotografie. 1990 hatte er eine Einzelausstellung in der Kunsthalle Zürich, 1991 vertrat er die Schweiz an der Biennale von São Paulo. Weitere Einzelausstellungen fanden 2003 im Kunstmuseum Solothurn, 2005 in der Kunsthalle Giessen, 2006 im Centre Culturel Suisse in Paris und 2010 im Helmhaus Zürich statt. Sein formal heterogenes Werk ist bekannt dafür, dass es sich einer Stilzuordnung entzieht, und dass er sozialkritische Themen behandelt.